# Стефан Пиперский
Стефан Пиперский (серб. Стефан Пиперски; ум. 20 мая 1697) — православный святой, основатель черногорского монастыря Челия-Пиперска. Почитается в лике преподобных, память совершается 20 мая по юлианскому календарю.
Стефан родился в селе Кути, в Никшичской жупе, в юности пришёл в монастырь Морача, принял постриг и затем был рукоположён во иеродиакона. Заслужив уважение монастырской братии был избран игуменом. Спасаясь от турок Стефан оставил монастырь и несколько лет жил отшельником в Ровачской пещере.
Вновь, спасаясь от турок, около 1660 года Стефан пришёл на земли черногорского племени пиперов и с их разрешения в окрестностях Горни Црнци на горном плато построил себе келью у источника, а затем и церковь во имя Рождества Пресвятой Богородицы. Вскоре вокруг него сформировалась монашеская община и возник монастырь Челия-Пиперска.
Стефан скончался 20 мая 1697 года и был похоронен возле алтаря построенного им храма. Спустя четыре года, по преданию, над могилой начали видеть свет, а сам Стефан явился во сне одному священнику. Из Подгорицы в монастырь была направлена комиссия для открытия мощей, которые были найдены нетленными и помещены в монастырский храм где находятся по настоящее время. Частица мощей святого хранится в алтаре новосибирского собора Александра Невского.